# Salvia hispanica
Salvia hispanica, nahuatl: tzotzolxochitl, i visse dele af verden kendt som chia, er en én- eller flerårig blomsterplante af slægten salvie, hjemmehørende i Mexico og Guatemala. Den har blå til hvide blomster i endestillede aks, og den danner olieholdige frø, de såkaldte ”chiafrø”. Planten dyrkes på grund af det procentvis høje indhold af omega 3-fedtsyrer, der har en gavnlig virkning på forskellige kredsløbssygdomme.

## Etymologi
Den efterstillede artsbetegnelse, hispanica, betyder ”spansk“, og den blev brugt fejlagtigt af Linné, da planten ganske vist blev dyrket i Spanien, mens den i realiteten var importeret fra Mexico. Det spanske ord chía stammer fra nahuatl-ordet (chian eller chien), der betyder ”olierig”.
Navnet bruges også om andre arter, der leverer tilsvarende frø, som f.eks. Salvia columbariae, Salvia polystachya og ”Sangura” (Hyptis suaveolens) m.fl.
Denne art må ikke forveksles med en anden, Salvia lavandulifolia, der kaldes ”spansk salvie”, og som nutildags bliver betragtet som en varietet af Lægesalvie: Salvia officinalis subsp. lavandulifolia).

## Historie
Cirka 2600 f.Kr. begyndte folk i Mellemamerika at dyrke planten. Der findes tekster fra det 16. århundrede der indikerer at planten blev dyrket af Aztekerne; det siges at den var en vigtig afgrøde. Den bruges stadig i Mexico, Guatemala, Argentina, Paraguay og Bolivia, hvor kernene undertiden males, andre gange anvendes de hele i nærende drikke eller som fødekilde. I egnen omkring Pátzcuarosøen i Mexico dyrkes hovedsagelig tre lokale varianter af chia: rød, hvid og brun chia. Navnene henviser til frøenes farve. Frøene var sammen med amarantfrø, majs og bønne befolkningens basale føde, men da spanierne kom til Mellemamerika forbød de dyrkning af planten. Derefter blev den kun dyrket på afsides steder. Området omkring Pátzcuarosøen er endnu i dag hjemsted for den oprindelige variant af chiafrø, men allerede før vor tidsregning var chiafrø et af aztekernes og toltekernes basale fødemidler.

## Beskrivelse af planten
Arten er som regel enårig, men den kan blive flerårig under gunstige forhold. Stænglen er firkantet i tværsnit, håret og kun svagt forgrenet. Bladene sidder korsvist modsat, og de er ægfomede med savtakket rand. Oversiden er hårløs og græsgrøn, mens undersiden er lysegrøn og fint behåret. Arten er en kortdagsplante, så blomstringen foregår i juli-august (på det oprindelige voksested), hvor man finder blomsterne samlet i endestillede aks. De enkelte blomster er 5-tallige og regelmæssige med én symmetriakse. Kronbladene er blåviolette, lyseblå eller hvide. Frøene er spaltefrugter, der deler sig ved modning. De er sorte, brune, grå eller hvide.
Planten bliver op til 1,75 m høj, men kun ca. 0,50 m bred.
Rodnettet består af en dybtgående hovedrod og mange, trævlede siderødder.

## Hjemsted
Arten var oprindeligt udbredt i området fra det sydlige Mexico (Michoacán) til Ecuador. Midt i delstaten Veracruz ligger floddalen Barranca de Monte Obscuro. Klimaet er mildt tropisk, og den oprindelige vegetation består (bestod) af lav, løvfældende skov. Her findes arten sammen med bl.a. Agave angustifolia og Agave pendula (arter af slægten agave), Aphelandra scabra, Brahea dulcis, Bøffelhornsakacie, Cigarkassetræ, Croton niveus (en art af kroton), Dioscorea floribunda (en art af yams), Echeveria lurida (en art af roset), Elefantfodyucca, Erythrina americana (en art af slægten erythrina), Fløjlsbønne, Mammillaria eriacantha, (en art af vortekaktus), Nopalea dejecta (en art af slægten nopalea), Opuntia decumbens (en art af figenkaktus), Passionsfrugt, Quercus oleoides (en art af eg),
Valeriana scandens (en art af baldrian), Rød frangipani, Søvnig hawaiiblomst samt Tillandsia polystachya og Tillandsia variabilis (arter af slægten tillandsia)

## Chiafrøenes næringsindhold
Chiafrø indeholder mange proteiner, kostfibre, vitaminer, mineraler, planteolier og antioxidanter.
I frøene findes ca. 40 % af nyttige planteolier og op mod 20 % proteiner. I frøene findes også magnesium, kalcium, jern og zink. Desuden findes vitaminerne A, B1, B2 og B3. Det menes, at sammen med vitaminerne og de andre fedtstoffer er det indholdet af den umættede fedtsyre, omega-3, der gør frøene særligt værdifulde.

## Galleri
|  |  |  |
|  |  |  |